# Capela Sfânta Cruce din Sibiu

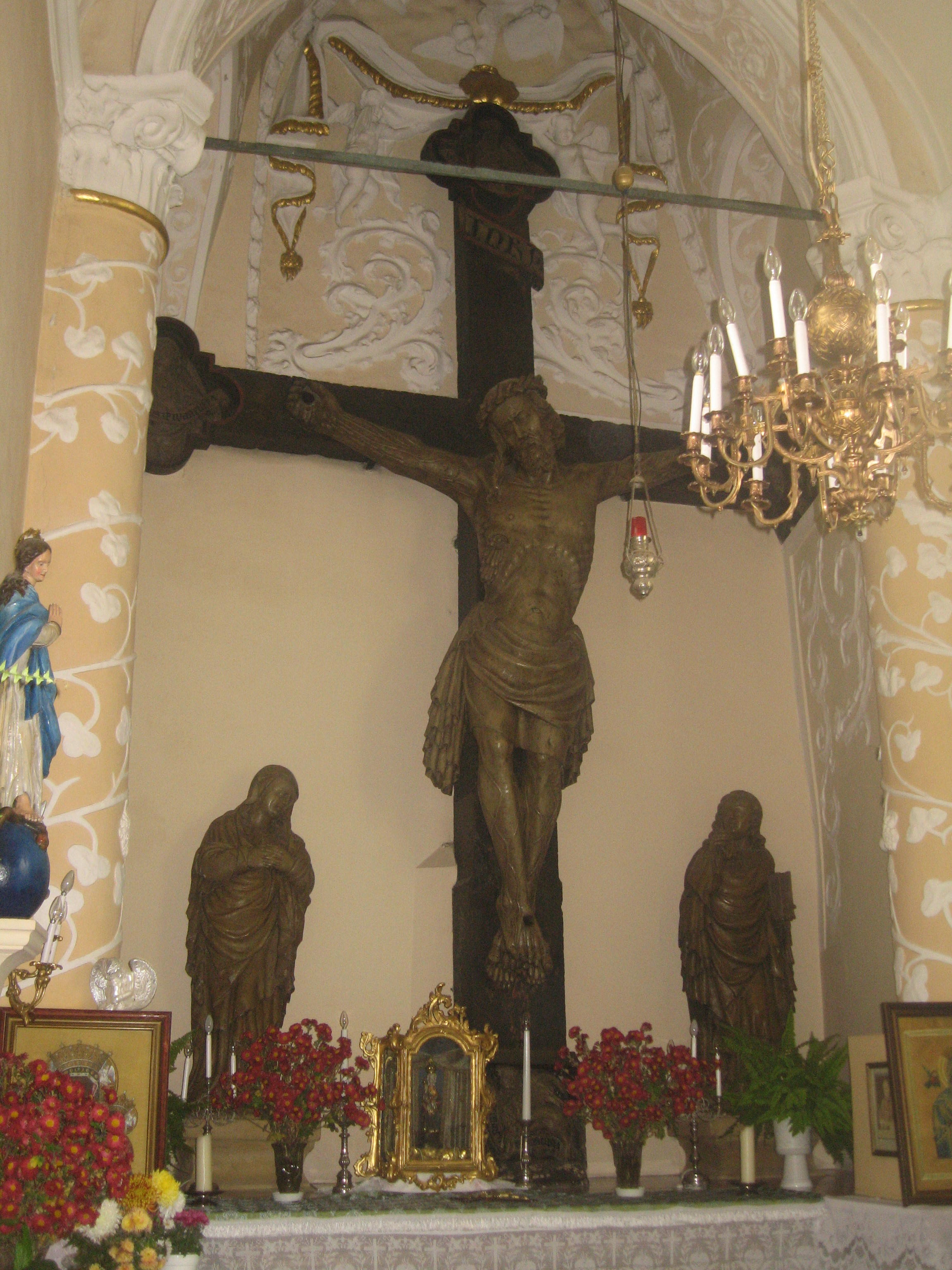
Crucifixul realizat de Peter Lantregen (1417)

Capela „Sfânta Cruce” din Sibiu este un lăcaș de cult romano-catolic din municipiul Sibiu, localizat în Piața 1 Decembrie 1918 (fosta Piața Gării) nr. 2, în apropiere de Gara Sibiu. Lăcașul a fost construit în anul 1755 pe locul unei mănăstiri dominicane, cu scopul de a adăposti un crucifix masiv de piatră sculptat în 1417 de meșterul austriac Peter Lantregen. Capela mai este cunoscută și sub denumirea de “Clopoțelul de Argint”.
Capela romano-catolică "Sf. Cruce” din Sibiu a fost inclusă pe Lista monumentelor istorice din județul Sibiu din anul 2015, având codul de clasificare  SB-II-m-A-12014. 

## Istoric
Pe locul actualei capele s-a aflat o mănăstire a călugărilor dominicani, construită în prima jumătate a secolului al XIII-lea în afara zidurilor cetății. Ea se afla în piața formată la capătul străzii Gușteriței (azi 9 Mai), în apropierea fostei porți omonime. În aprilie 1241, în contextul marii invazii mongole, după cucerirea Kievului la 6 decembrie 1240, hoarda condusă de generalul Subotai "bahadur" a asediat Sibiul și a incendiat mănăstirea. Ea a fost refăcută la scurtă vreme după acest tragic eveniment.
În anul 1417 sculptorul austriac Peter Lantregen a sculptat un crucifix monumental, înalt de 7,30 m, dăltuit dintr-un singur bloc de piatră. El a fost amplasat în biserica dominicanilor, deasupra altarului. Meșterul sculptor a ajuns în Transilvania la începutul secolului al XV-lea și a realizat lucrări și în alte orașe ale sașilor: Brașov, Sighișoara sau Feldioara. Una din lucrările sale cel mai apreciate este grupul statuar "Închinarea magilor" de la Biserica din deal din Sighișoara.
Mănăstirea a suferit mari stricăciuni în urma năvălirii turcilor din anul 1432. Din cauza faptului că mănăstirea era pradă atacurilor inamice, fiind în afara zidurilor cetății, superiorii ordinului dominican au obținut în 1474 autorizația de a construi o mănăstire nouă cu biserică (astăzi Biserica Ursulinelor) în interiorul cetății.
Fosta mănăstire dominicană a fost abandonată de călugări, ea fiind folosită ca adăpost pentru bolnavi și pentru săraci, motiv pentru care va fi cunoscută în epocă sub denumirea de "Biserica Suferinzilor". În timpul asediului Sibiului de către principele Gheorghe Rákóczi al II-lea (1648-1657) de la 23 decembrie 1659, apărătorii cetății (corpul de oaste otomană condus de vizirul Ali Beg și nobilimea care-l susținea ca principe pe Acațiu Barcsay) au demolat biserica pentru a nu fi folosită de asediatori ca punct de atac. Crucifixul a fost îngropat în mormane de moloz și noroi timp de 24 ani.
În anul 1683, după înfrângerea turcilor în Asediul Vienei de către oștile creștine conduse de regele polonez Ioan al III-lea Sobieski, consiliul orășenesc condus de primarul Johann Haupt a hotărât reînălțarea crucii sub o boltă deschisă.
În anul 1755 consilierul imperial transilvănean Martin Wankel von Seeberg a dispus ca bolta să fie zidită și transformată în capelă, în jurul crucii monolitice. În anul 1882 episcopul romano-catolic al Transilvaniei, Mihály Fogarassy (1864-1882), a extins Capela "Sf. Cruce" și i-a adăugat o clopotniță. 
În apropierea acestei capele s-a construit Gara Sibiu, care a fost dată în folosință în anul 1872.
De la mijlocul secolului al XX-lea, timp de peste 50 de ani, capela a fost îngrijită de comunitatea polonezilor refugiați la Sibiu din Basarabia și Bucovina. În 1954 Capela "Sf. Cruce" a fost declarată monument istoric, fiind înscrisă la Direcția Monumentelor Istorice sub nr. 2566 pagina 111. Ea a fost inclusă și în noile liste ale monumentelor istorice.

## Grupul statuar
În interiorul capelei se află un grup statuar de importanță deosebită pentru arta gotică din România.  Această lucrare reprezintă pe Isus răstignit încadrat de Maria și Ioan și a fost sculptată în anul 1417 de meșterul Peter Lantregen din Austria. Grupul statuar este format din Crucea pe care este răstignit Mântuitorul, având la capete simbolurile celor patru evangheliști. La picioarele crucii se află statuetele Sfintei Fecioare Maria (Maica Îndurerată) și a Sfântului Apostol Ioan. 
Pe părțile laterale ale crucii se află două inscripții în limba latină. Inscripția din partea stângă este următoarea: "Anno domini milesimo CCCXVII", în traducere "Anul Domnului 1417". Inscripția de pe partea dreaptă are următorul conținut: "Hoc opus fecit Petrus Lantregen von Österreich", în traducere "Această lucrare a făcut-o Peter Lantregen din Austria".
Într-o perioadă necunoscută grupul statuar a fost acoperit cu un strat de vopsea.

## Imagini

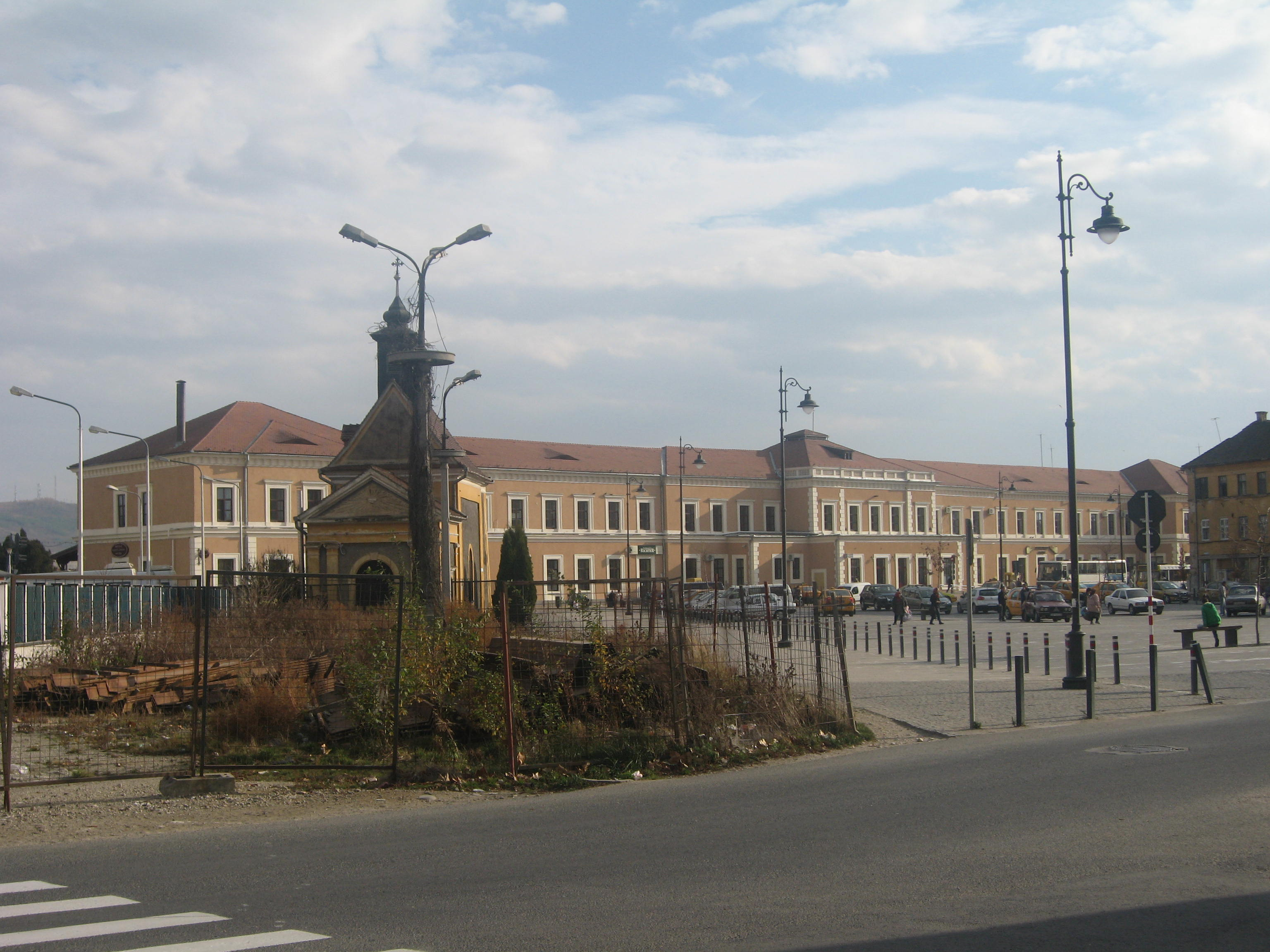
Capela "Sf. Cruce" şi Gara Sibiu
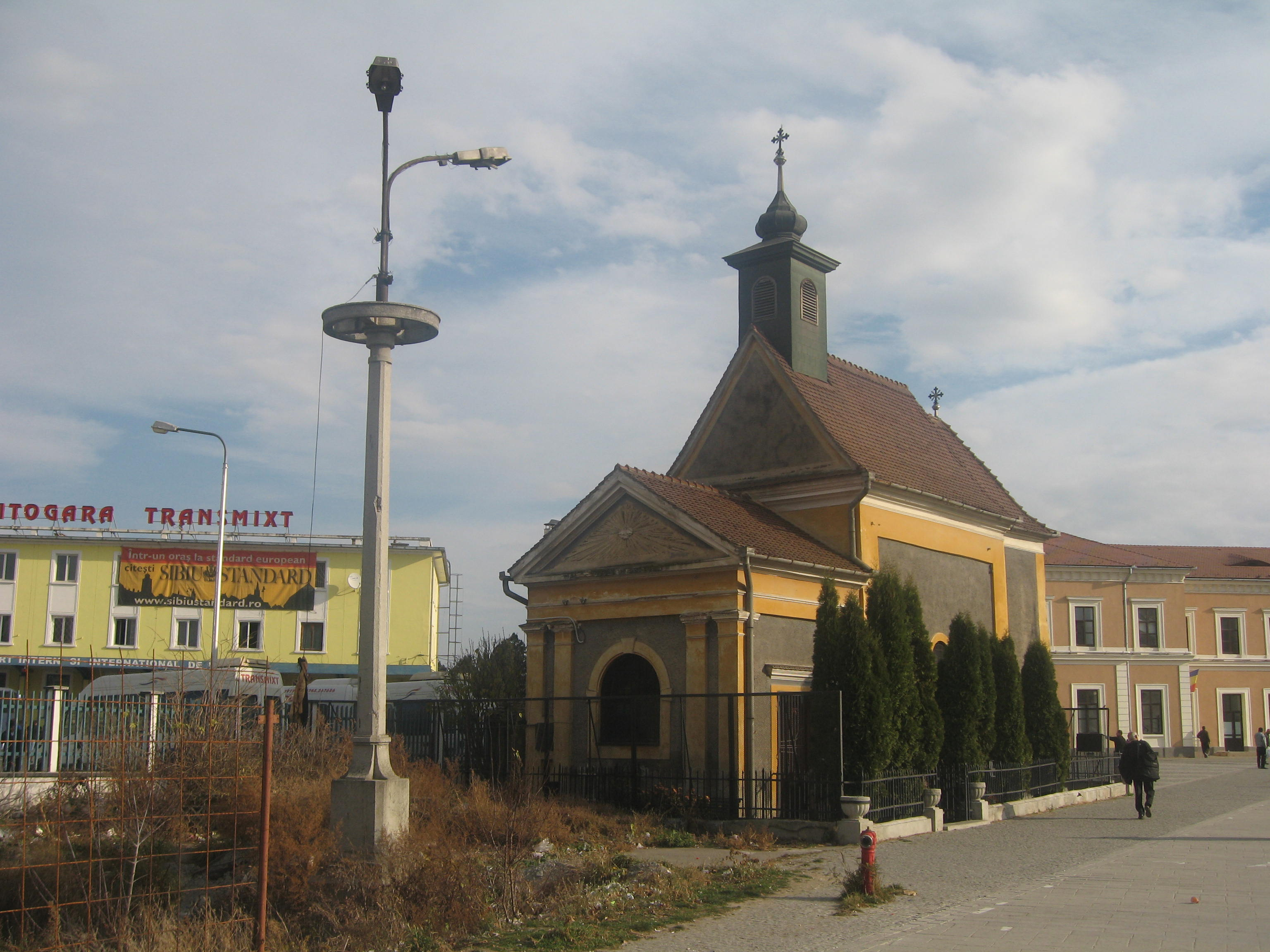
Vedere dinspre sud-vest
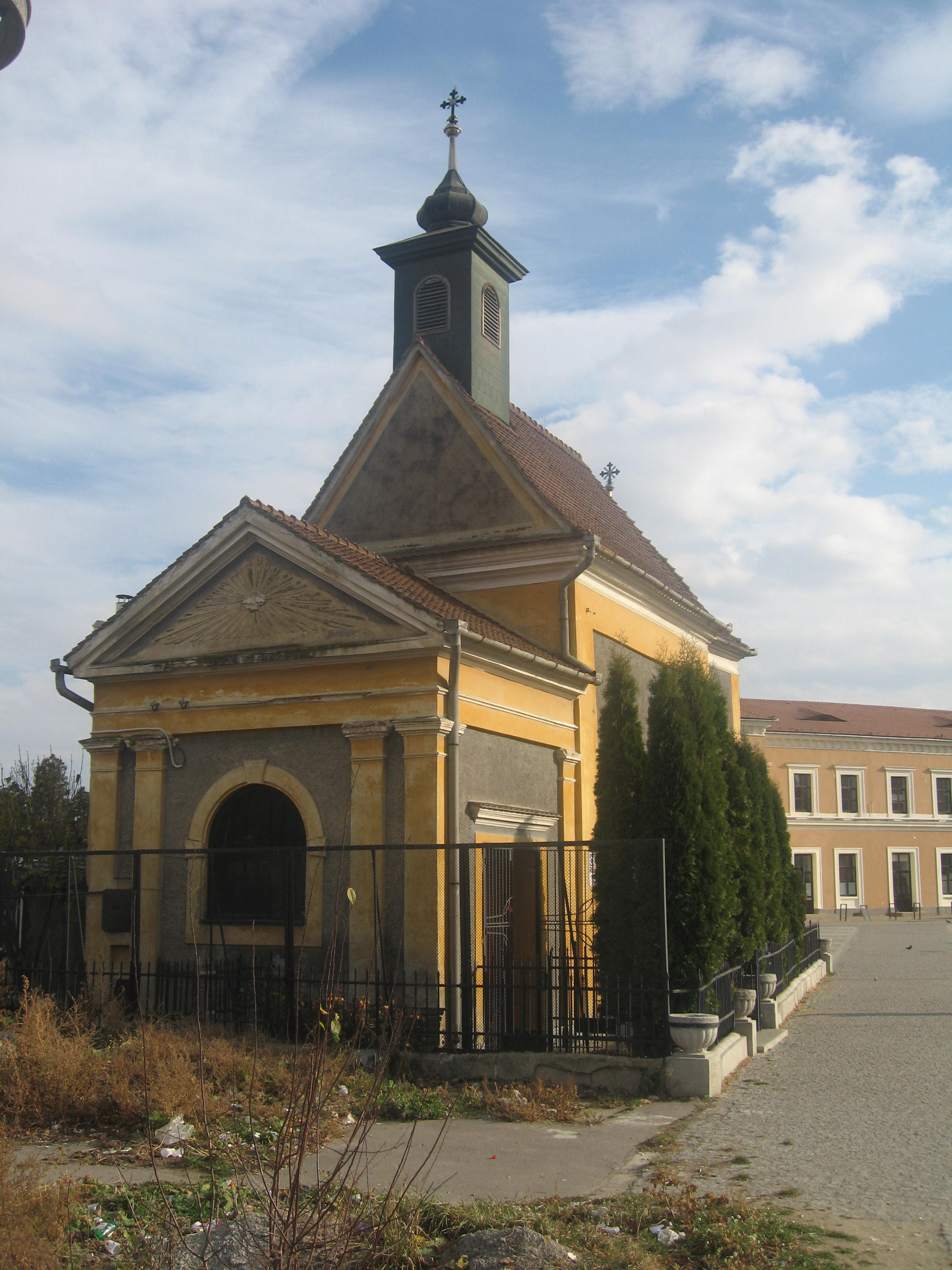
Capela "Sf. Cruce"
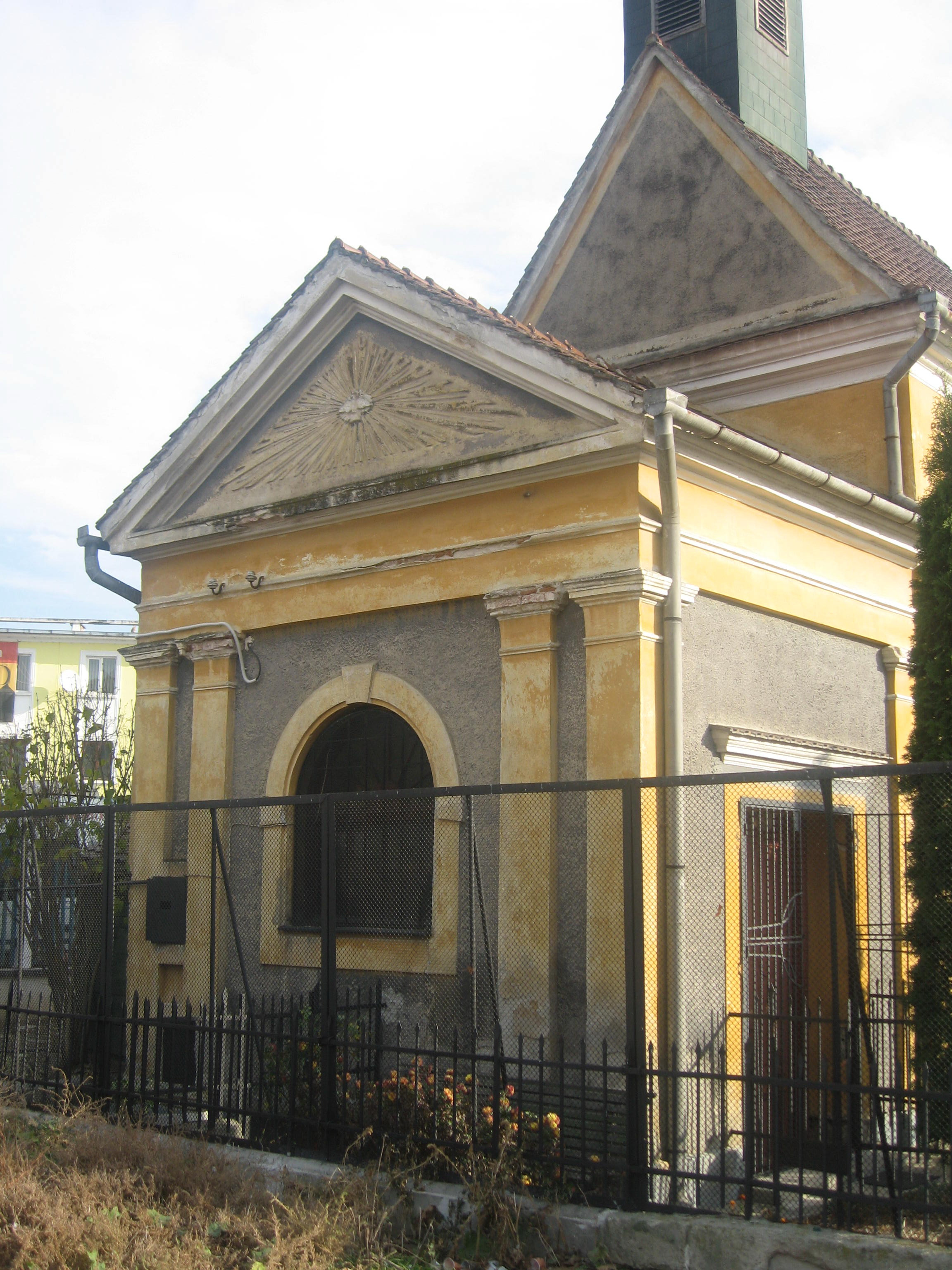
Detaliu
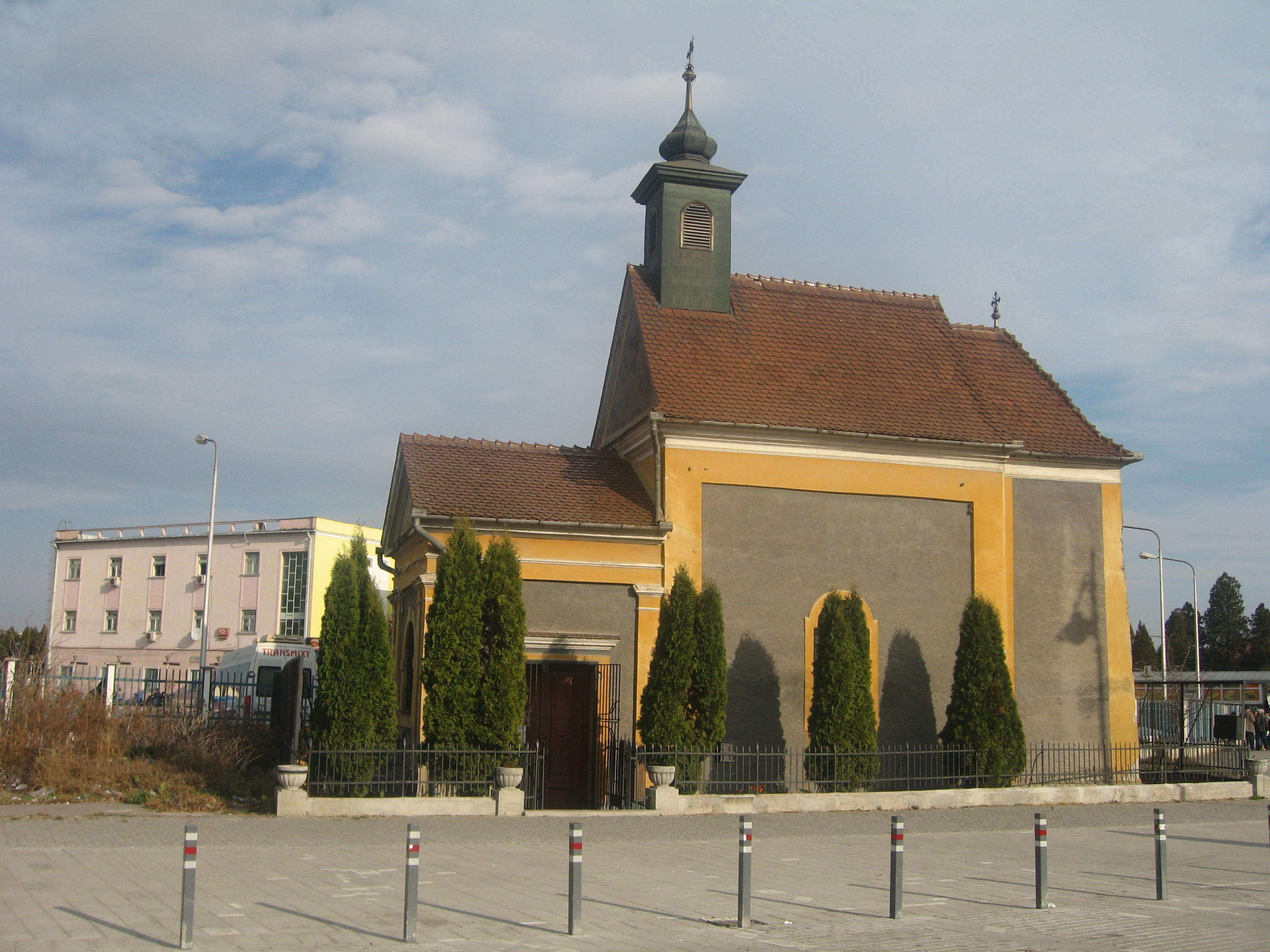
Capela "Sf. Cruce"
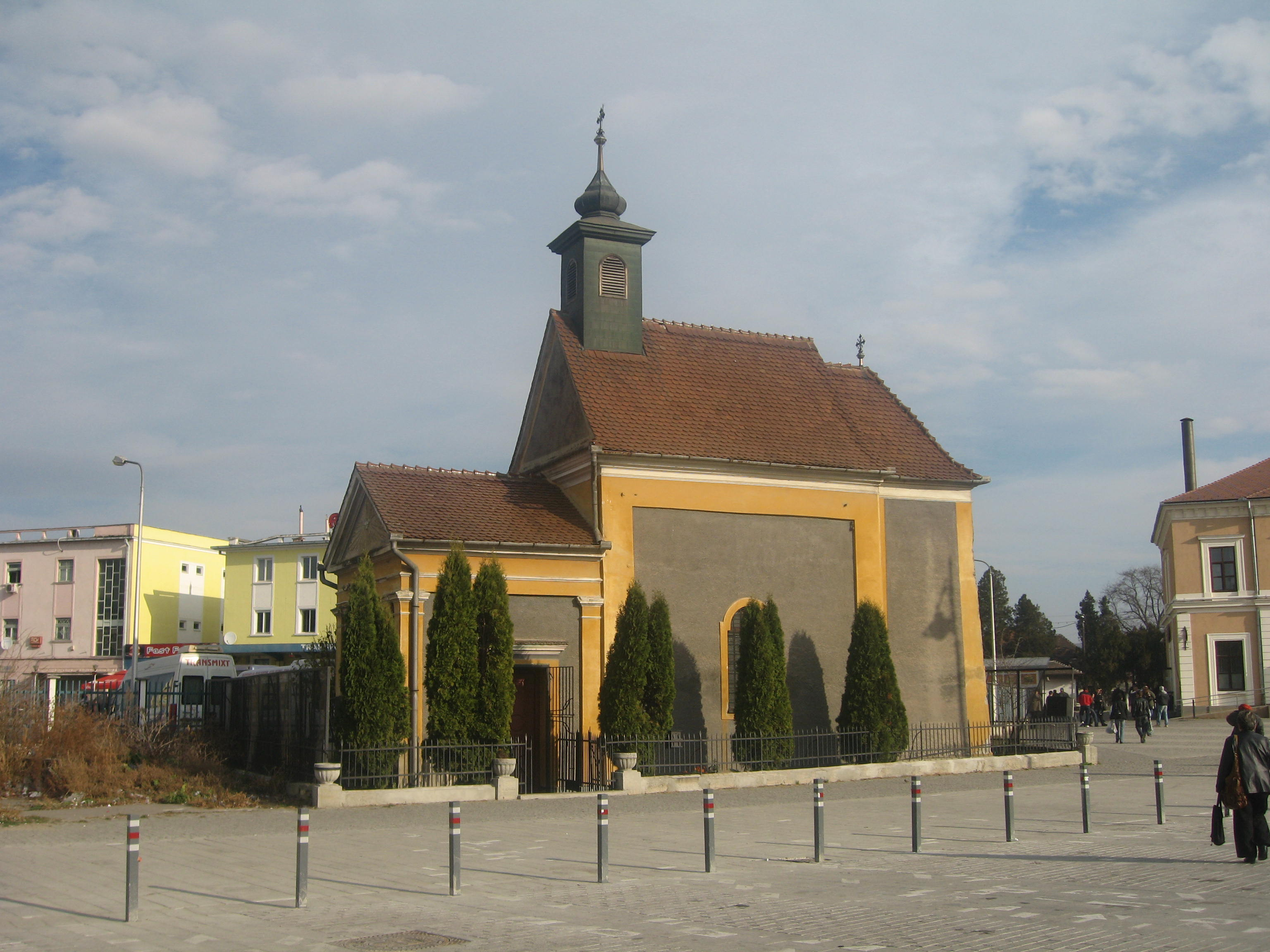
Capela "Sf. Cruce"
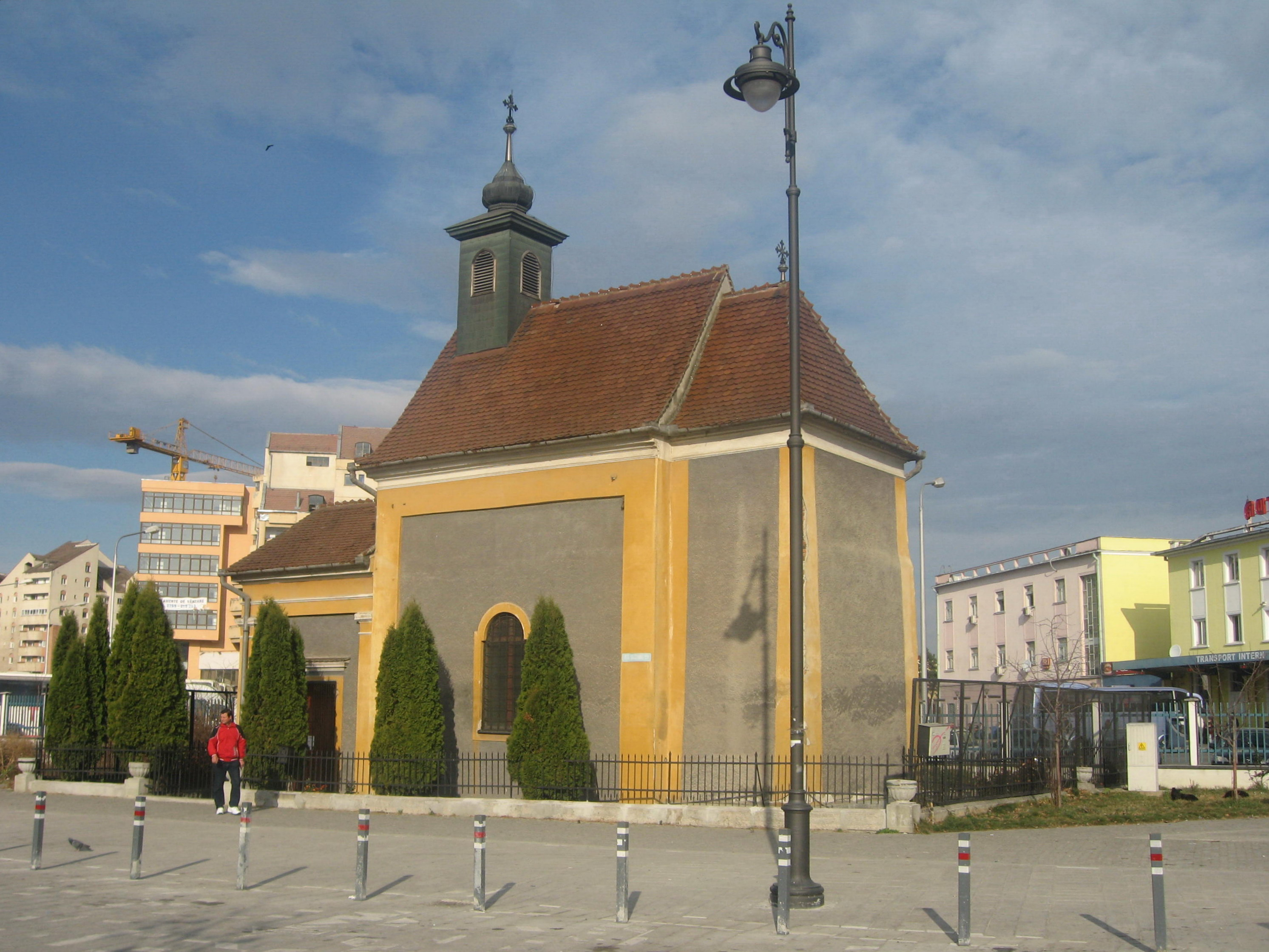
Capela "Sf. Cruce"
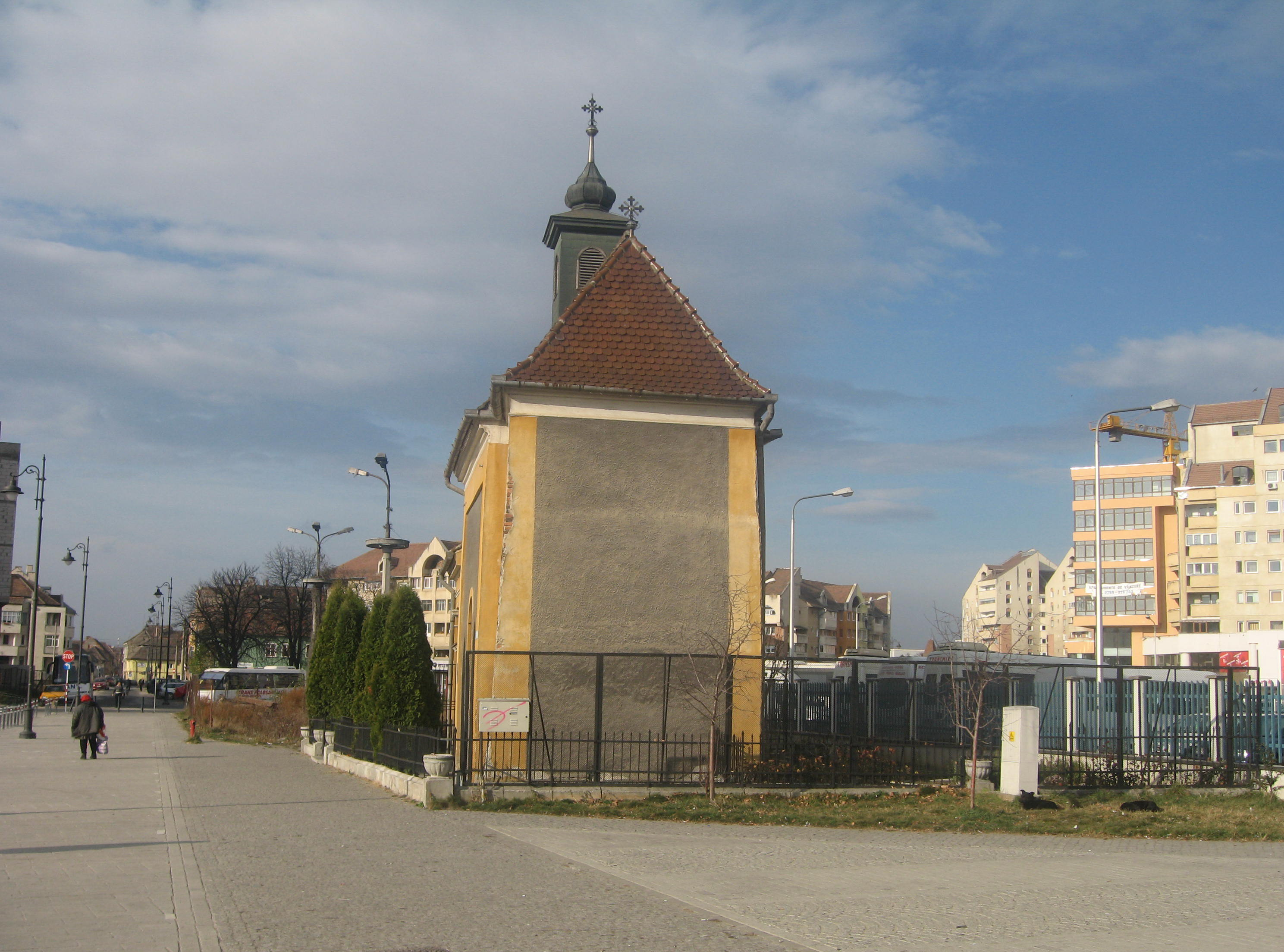
Vedere dinspre est